# 박영철 (1954년)
박영철(朴英哲, 1954년 4월 14일~)은 대한민국의 유도 선수이다. 1976년 하계 올림픽 남자 미들급에서 동메달을 획득했다.

## 생애
재일 한국인으로 야마구치현 구가군에서 태어나 교토로 이사했다. 도요 대학을 졸업했다.